# Ramal de Matosinhos
O Ramal de Matosinhos, originalmente conhecido como Ramal de Leixões (não confundir com a Linha de Leixões), e também conhecido como Linha de Leça, foi um troço ferroviário, em bitola métrica (1,000 m), que ligava a Estação Ferroviária de Senhora da Hora, na Linha do Porto à Póvoa e Famalicão, ao Porto de Leixões, em Portugal. Foi construído em 1884 para a construção do Porto de Leixões, servindo para o transporte de pedra desde as pedreiras de São Gens, e posteriormente foi adaptado para o transporte em geral de passageiros e mercadorias, tendo entrado ao serviço comercial em 6 de Maio de 1893. Foi encerrado em 1 de Julho de 1965. Na década de 2000, parte do leito deste Ramal foi aproveitado para a construção da Linha A do Metro do Porto;

## Caracterização

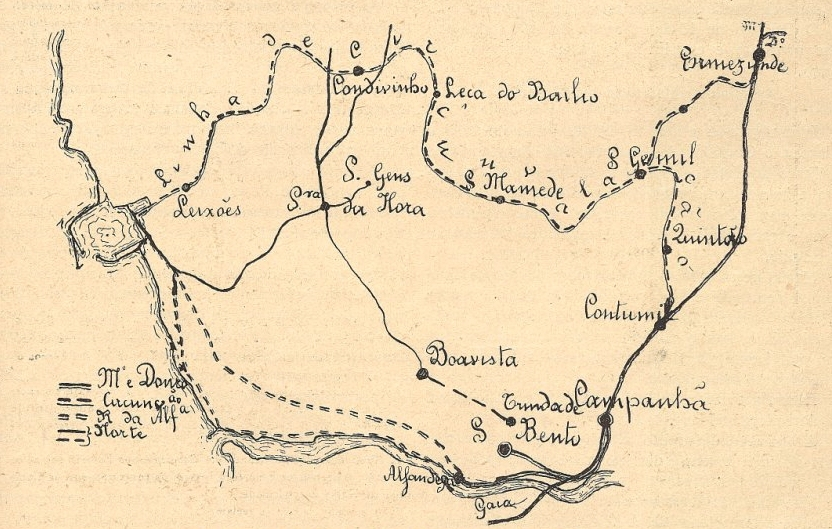
Mapa da Linha de Leixões em 1938, mostrando igualmente o Ramal de Matosinhos, e o projecto abandonado para prolongar o Ramal da Alfândega até Leixões.

### Traçado
A antiga Linha de São Gens começava nas pedreiras com o mesmo nome, cruzava a Linha da Póvoa na Estação de Senhora da Hora em ângulo recto, e seguia até à zona portuária de Leixões, totalizando cerca de 6 Km. A parte relativa ao Ramal de Matosinhos iniciava-se na estação da Senhora da Hora e terminava no Porto de Leixões, numa extensão de cerca de 5700 m. Possuía um ramal até Leça da Palmeira, para abastecer o novo porto artificial de Leixões. Tinha duas concordâncias, uma a Norte da estação e outra a Sul, ambas na direcção de Matosinhos.

### Exploração Comercial
O Ramal de Matosinhos, foi muito importante no transporte de mercadorias até à inauguração da Linha de Leixões (em 1938), sobretudo para a zona do Minho, através da Linha da Póvoa de Varzim, Ramal de Famalicão e Linha de Guimarães. Ficou conhecido, sobretudo, pelo transporte de peixe fresco (em carruagem própria) para a cidade do Porto e para o Minho.
O serviço de passageiros era explorado, recorrendo também a troços da Linha da Póvoa de Varzim, no percurso Matosinhos / Senhora da Hora / Porto-Trindade. Em 1948, por exemplo, o percurso total era feito em 25 minutos (o trajecto no ramal demorava apenas 11 minutos) e circulavam cerca de 15 comboios por dia, em cada sentido.

### Vestígios
Desta via férrea existem hoje escassos vestígios. Depois de encerrada, os terrenos, pela Portaria nº180/70 de 8 de Abril de 1970, passaram para a posse da Câmara Municipal de Matosinhos, tendo, na sua maioria, sido urbanizados — o traçado é reconhecível apenas em arruamentos coevos paralelos ou construídos no leito da via, tais como a Rua da Barranha e o seu seguimento pela Av. Domingues dos Santos.[carece de fontes?]
No entanto, na zona de Matosinhos Sul, parte do canal da antiga linha ferroviária ainda se encontra desocupado, entre a Rua Carlos de Carvalho, atravessando as ruas de Roberto Ivens, Brito Capelo, Brito e Cunha, D. João I e Dr. Afonso Cordeiro. O canal torna a ser visível na zona entre a Travessa Dom Nuno e o cruzamento da Vilarinha, terminando o canal reconhecível na rua fechada entre a Circunvalação e a Rua Vitório Falcão.[carece de fontes?]
Parte do leito da linha foi, mais tarde, aproveitado pelo Metro do Porto para a construção da Linha Azul; parte apenas, pois apesar de partilharem os términos (e apenas nominalmente em Matosinhos), estas duas ferrovias apresentam traçados bastante diferentes.[carece de fontes?]

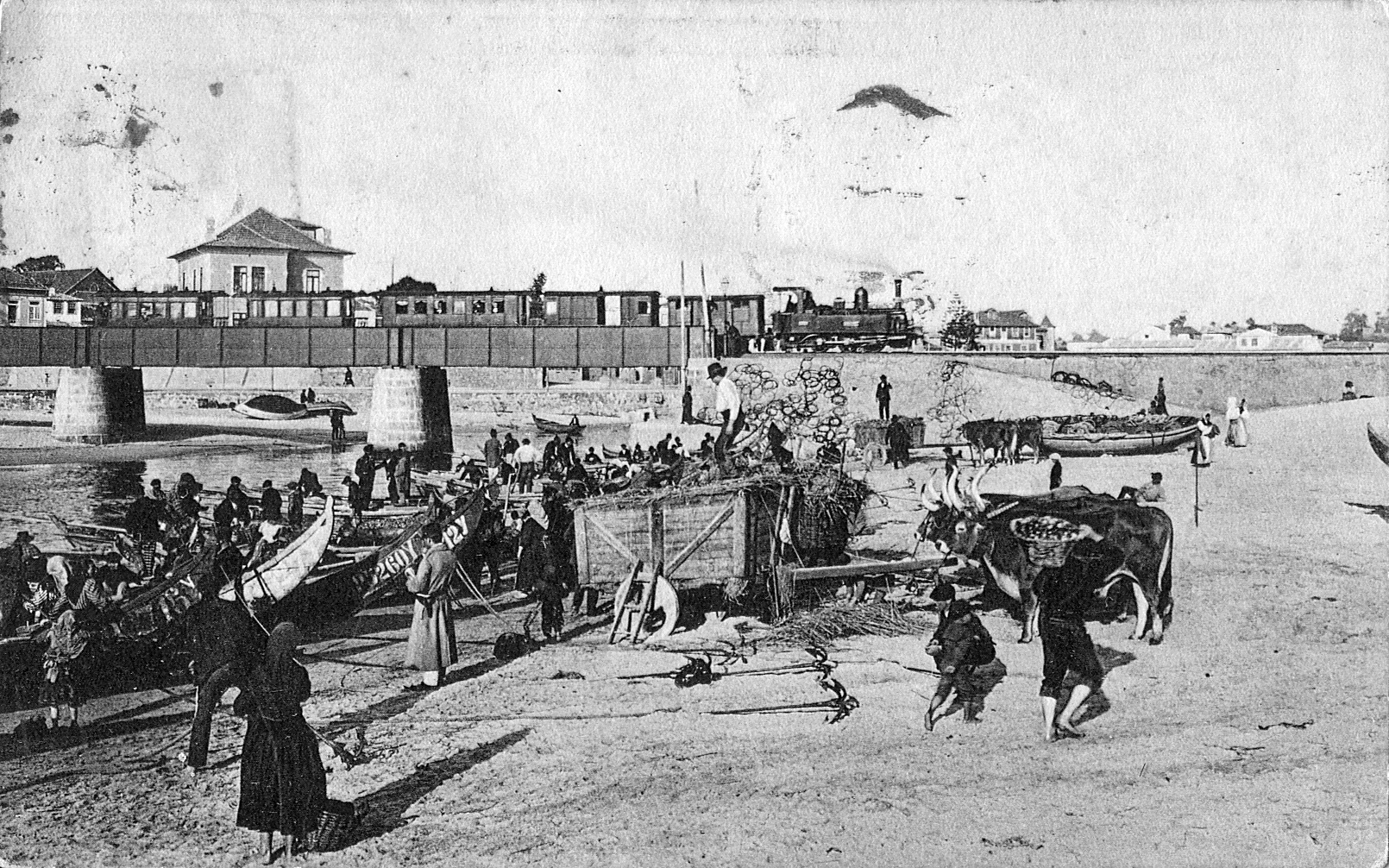
Comboio a vapor circulando em Leixões.

### Material circulante
O Ramal de Matosinhos constituiu, como parte da rede suburbana do Porto, um dos últimos baluartes da tracção a vapor em Portugal, embora nos anos finais tenha sido também utilizado por automotoras a gasóleo, como as da Série 9300.

## História

### Século XIX

#### Antiga Linha de São Gens
Com as obras do Porto de Leixões, houve a necessidade de erguer grandes molhes de atracagem. Tal obrigou a que tivessem de ser colocadas grandes quantidades de pedra, que, depois do esgotamento das pedreiras de Aguiar, passaram a ser retiradas das pedreiras de São Gens. Desta forma, os empreiteiros Dauderni & Duparchy, que tinham sido contratados para as obras dos molhes, construíram em 1884 para a Companhia das Docas do Porto, um caminho de ferro desde as pedreiras até à zona portuária, utilizado uma bitola de 900 mm. Esta linha foi, junto com a da Póvoa, a primeira em Portugal com a bitola de 900 mm, sendo um dos primeiros caminhos de ferro de via estreita de certa importância no país.
O Ramal chegou a atingir um movimento diário de 14 comboios, totalizando 168 vagões, transportando 80 m² de pedra.

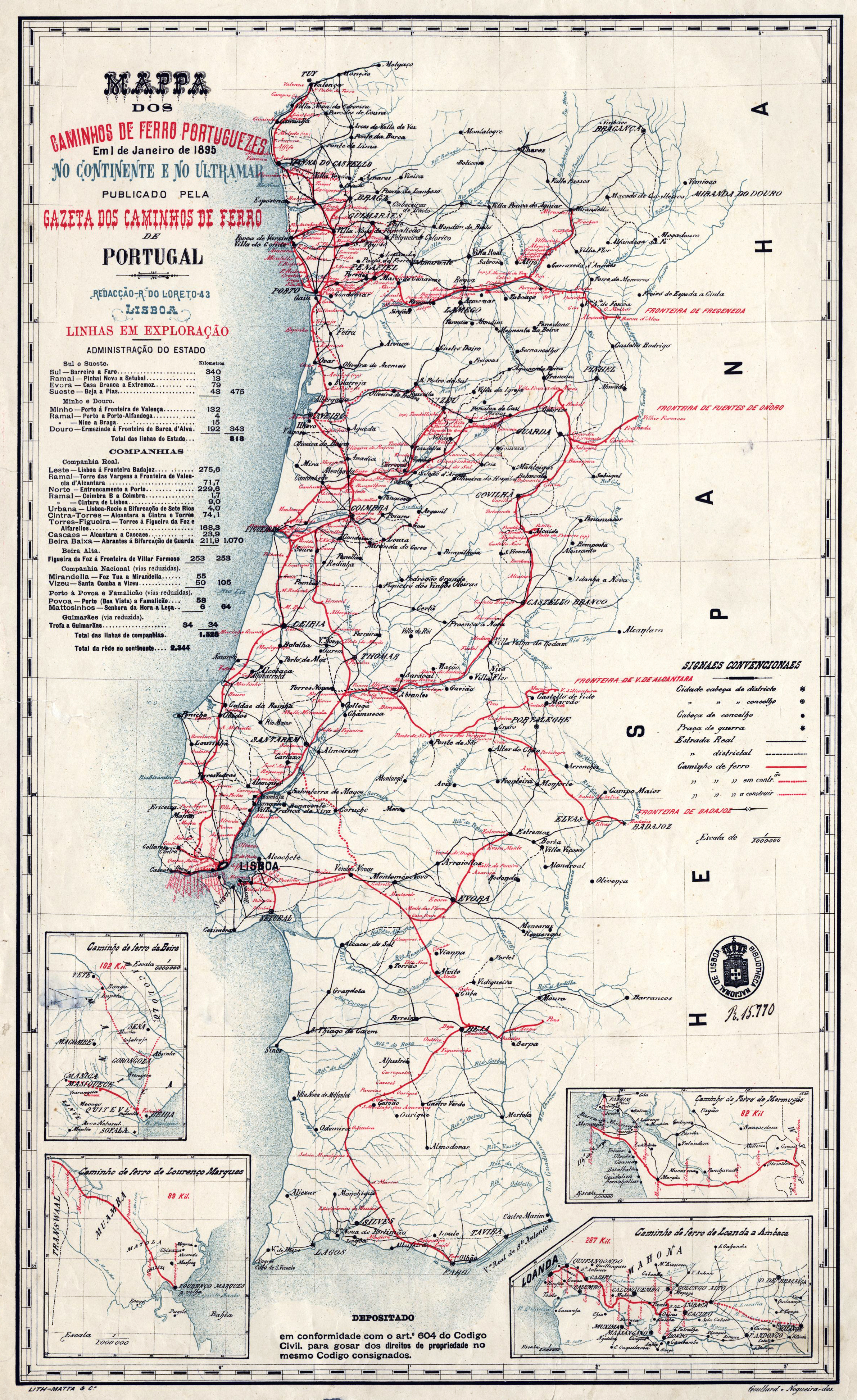
Mapa dos caminhos de ferro em 1895, mostrando já o Ramal de Matosinhos, com término em Leça.

#### Arrendamento à Companhia da Póvoa
O Porto de Leixões entrou ao serviço em Outubro de 1892. Após a construção dos dois grande molhes (Norte e Sul) a linha de transporte das pedreiras passou a ter um movimento cada vez mais reduzido, o que levou ao seu fim; no entanto, a população de Matosinhos mobilizou-se na exigência do aproveitamento da linha para serviço público de transporte de passageiros e mercadorias até à estação da Senhora da Hora que pertencia à Linha da Póvoa de Varzim.
Assim, iniciaram-se as negociações para o arrendamento do ramal à Companhia do Caminho de Ferro do Porto à Póvoa e Famalicão,, tendo as condições sido estabelecidas por um acordo de 6 de Agosto de 1892, pelas portarias de 16 de Novembro de 1891, 2 de Junho de 1893, 31 de Janeiro de 1894 e de 17 de Maio de 1895, e por um termo de responsabilidade de 4 de Fevereiro de 1898. A licença para a abertura do ramal ao serviço comercial foi passada em 16 de Novembro de 1891. Como a empreitada das obras em Leixões ainda não tinha sido concluída, a linha ainda pertencia ao empreiteiro Duparchy & Bartissol, pelo que foi com esta empresa que o contrato foi assinado, em 6 de Agosto do ano seguinte. Uma das bases do contracto era que o tráfego geral deveria ser feito sem prejuízo do serviço privado das pedreiras.
Um despacho ministerial de 10 de Outubro de 1892 ordenou que fosse formada uma comissão para examinar o ramal, para saber se reunia as condições necessárias para o estabelecimento de um serviço de passageiros para Matosinhos e Leça, de acordo com a licença de 1891. Como previsto no acordo, a circulação neste caminho de ferro, agora denominado de Ramal de Leixões, iniciou-se em 6 de Maio de 1893, apenas para serviços de passageiros, tendo o transporte de mercadorias sido autorizado por uma portaria de 2 de Junho do mesmo ano. Desta forma, o Ramal passou a fazer parte da rede da Companhia da Póvoa, que atingiu um total de cerca de 120 quilómetros.
Uma outra portaria, datada de 31 de Janeiro de 1894, deferiu a construção, por parte da Companhia da Póvoa, de uma estação ferroviária e um cais de mercadorias marítimo nos terrenos do Porto de Leixões, cujos projectos foram aprovados por portarias de 28 de Junho e 30 de Agosto do mesmo ano. Além disso, a companhia também estabeleceu outras duas estações, em edifícios particulares no interior da zona portuária; a abertura à exploração destas três interfaces foi autorizada por uma portaria de 30 de Julho de 1895. Em 28 de Março do mesmo ano, as instalações do Porto, incluindo as pedreiras e o Ramal de Leixões, passaram para a administração do Estado, tendo sido mantidos os compromissos anteriores com a Companhia do Porto à Póvoa e Famalicão, que foram revalidados por uma portaria de 20 de Janeiro de 1898.
Em 1897, o engenheiro Justino Teixeira elaborou um projecto para uma via férrea entre a Linha do Minho e o Porto de Leixões, que aproveitaria este ramal. Quando se iniciou a fase de estudos para a elaboração do Plano da Rede Complementar ao Norte do Mondego, uma das linhas propostas pela comissão técnica saía do quilómetro 2,5 da Linha do Minho e dirigia-se a Leixões, passando pela Senhora da Hora.
Inicialmente, apenas existia uma concordância a Norte da estação de Senhora da Hora, mas foi construída uma segunda concordância a Sul, autorizada por uma portaria de 30 de Maio de 1898, de forma a se poderem efectuar serviços directos entre a Estação Ferroviária de Porto-Boavista e Matosinhos. Esta foi a primeira ligação ferroviária ao Porto de Leixões, mas, devido às suas características, não permitia um uso pleno das capacidades desta área portuária, situação que só se pôde verificar após a abertura completa da Linha de Leixões, em 18 de Setembro de 1938. Apesar disso, o ramal ainda possuía uma grande importância, por permitir o acesso a Leixões da rede de linhas de via estreita no Minho.

### Século XX

#### Década de 1900
Em 16 de Abril de 1901, a Gazeta dos Caminhos de Ferro noticiou que a Companhia da Póvoa tinha pedido autorização para construir vários ramais, de forma a desenvolver a sua rede, incluindo um de Leça a Modivas, de forma a servir como alternativa ao lanço até Modivas, e criar uma nova ligação ao Porto de Leixões, facilitando o trânsito de mercadorias que vinha pelo Norte. Em 1 de Julho, a Gazeta relatou que o conselho de administração dos Caminhos de Ferro do Estado tinha recusado o pedido para construir a linha de Modivas a Leça, notícia que foi recebida com agrado na cidade do Porto, que estava contra aqueles projectos.
Em 1 de Fevereiro de 1902, a Gazeta informou que a Companhia da Póvoa já tinha enviado um projecto de tarifa ao Ministério das Obras Públicas, relativo à introdução de bilhetes de ida e volta no ramal de Matosinhos.
Em 1 de Março de 1905, a Gazeta noticiou que a direcção do Minho e Douro dos Caminhos de Ferro do Estado tinha ordenado a abertura de um inquérito administrativo de utilidade pública, acerca da classificação de duas linhas que tinham sido pedidas pela Companhia da Póvoa, sendo uma delas a de Modivas a Leça, destinada a servir as praias que ficavam a Norte de Leça. No entanto, já se tinha determinado que a autorização só poderia ser dada depois de ser construído a via férrea desde a Linha do Minho até ao Porto de Leixões.

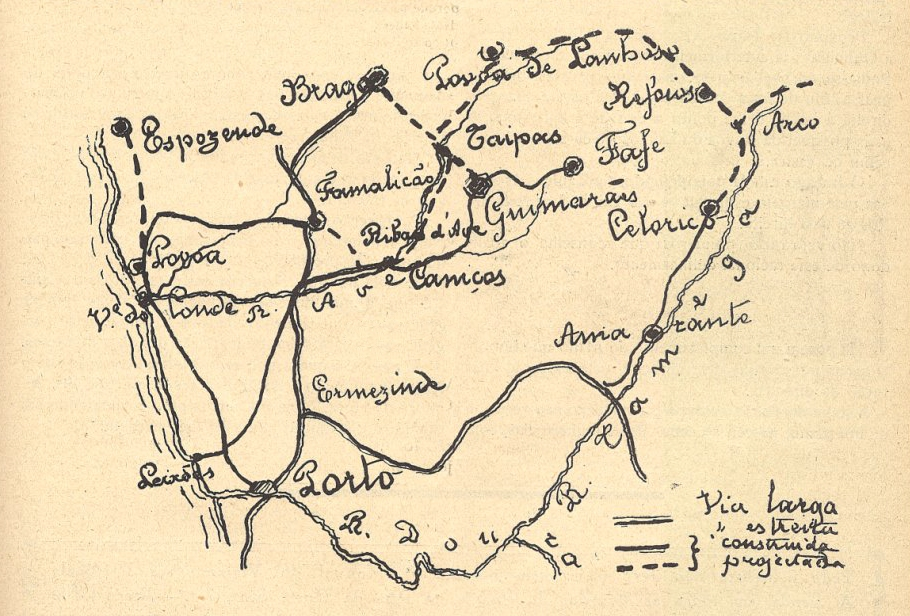
Mapa de 1935, mostrando o projecto da Linha do Ave e de outras linhas planeadas ou já construídas na região a Norte da cidade do Porto, incluindo o Ramal de Matosinhos.

#### Décadas de 1920 e 1930
Em 14 de Janeiro de 1927, a Companhia da Póvoa fundiu-se com a Companhia do Caminho de Ferro de Guimarães, formando a Companhia dos Caminhos de Ferro do Norte de Portugal. Assim, foi necessário elaborar um novo contrato com o Estado, que foi assinado em 8 de Agosto de 1927. Este documento garantiu a continuidade da exploração deste Ramal por parte da Companhia dos Caminhos de Ferro do Norte de Portugal, em acordo com o que tinha sido, anteriormente, estabelecido com a Junta Autónoma do Porto de Leixões. Uma das condições essenciais para a criação da Companhia dos Caminhos de Ferro do Norte de Portugal foi a alteração de bitola da Linha do Porto à Póvoa e Famalicão, de 900 para 1000 mm, tendo esta modificação sido realizada igualmente no Ramal de Leixões.
Em 1933, a gerência da Companhia do Norte foi suspensa pelo estado e substituída por uma comissão administrativa, devido aos problemas financeiros da empresa, na sequência da Grande Depressão. Em 16 de Novembro de 1935, a Gazeta dos Caminhos de Ferro noticiou que os antigos gerentes tinham entregue um memorando ao presidente do ministério, onde pediam autorização para voltarem às suas funções e iniciarem um programa de reconstituição financeira da empresa, e onde se obrigavam a prolongar a linha da Póvoa até à Trindade, e a duplicar a via férrea desde a Senhora da Hora até à estação de Matosinhos - Leça. Desta forma, iria ser prolongada a via dupla que vinha desde o Porto, uma vez que a companhia já tinha construído a segunda via desde a Boavista até à Senhora da Hora em 1932.
O Decreto n.º 28:880, de 25 de Julho de 1938, estabeleceu as bases para um novo contracto entre o estado e a companhia do Norte, para a exploração de vários lanços de caminhos de ferro, incluindo o de Leixões às pedreiras de São Gens. Uma das bases do novo contracto considerava como sem efeito a autorização administrativa relativa às pedreiras de São Gens, que tinha sido estabelecida por um termo de responsabilidade entre a companhia do Norte e a Administração dos Portos do Douro e Leixões, embora as tarifas de transportes para as obras do Porto de Leixões não deveriam exceder os respectivos preços de custo.
No relatório de 1938 da Companhia do Norte, denotou-se uma grande queda tanto no tráfego de passageiros como de mercadorias nas linhas daquela empresa, devido principalmente à concorrência do transporte rodoviário, especialmente no transporte de carga com destino a Leixões. O relatório também informou que tinham sido feitos estudos sobre a possibilidade de se electrificar o ramal para Leixões, aproveitando o material circulante que tinha sido comprado para o projecto falhado da Linha do Vale do Lima. Estimou-se que a electrificação do ramal custaria cerca de 3.800 contos, mas este valor seria compensado por uma redução anual de 100 contos nos custos, se o valor da energia se mantivesse a $25 o Kwh. Também se criticou o facto das relações de serviço entre o porto de Leixões e as restantes linhas da companhia do Norte serem feitas de forma rudimentar, esperando-se que logo que a situação normalizasse, haveria um grande aumento no transporte de mercadorias.

#### Década de 1940
Em 1947, a Companhia do Norte foi integrada na Companhia dos Caminhos de Ferro Portugueses.

### Declínio e encerramento
Em 1 de Junho de 1965, a Gazeta dos Caminhos de Ferro informou que o Ramal de Matosinhos iria ser encerrado no dia 1 de Julho, para no seu antigo traçado serem feitas obras de interesse urbanístico. O transporte de mercadorias iria ser suspenso em 25 de Junho, enquanto que o tráfego de passageiros passaria a ser feito por uma carreira de autocarros entre o Porto de Leixões e a estação de Senhora da Hora, explorada pela Companhia dos Caminhos de Ferro Portugueses e pela Sociedade de Transportes Colectivos do Porto. Um dos motivos para o encerramento do ramal foi o argumento que, por causa do seu traçado urbano, causava muitos acidentes na sua passagem pelas principais ruas de Matosinhos.